# Grande Rocheuse
Grande Rocheuse (4102 m n. m.) je hora v Montblanském masivu v Grajských Alpách. Leží ve východní Francii v regionu Rhône-Alpes nedaleko italských hranic. Nachází se mezi Aiguille Verte a Aiguille du Jardin. Na vrchol lze vystoupit od chaty Refuge du Couvercle (2687 m).
Jako první na vrchol vystoupili 17. září 1865 Michel Ducroz, Michel Balmat a R. Fowler.